# Кратномасштабный анализ
Кратномасштабный анализ (КМА) является инструментом построения базисов вейвлетов. Он был разработан в 1988/89 гг. Малла и И. Мейром. Идея кратномасштабного анализа заключается в том, что разложение сигнала производится по ортогональному базису, образованному сдвигами и кратномасштабными копиями вейвлетной функции. Свертка сигнала с вейвлетами позволяет выделить характерные особенности сигнала в области локализации этих вейвлетов.
Понятие кратномасштабного анализа (КМА) является фундаментальным в теории вейвлетов. Для кратномасштабного анализа разработан быстрый каскадный алгоритм вычислений, подобный быстрому преобразованию Фурье.

## Определение
При выполнении КМА пространство сигналов {\displaystyle L^{2}(\mathbb {R} )} представляется в виде системы вложенных подпространств {\displaystyle V_{j}\subset L^{2}(\mathbb {R} ),j\in \mathbb {Z} ,}, отличающихся друг от друга перемасштабированием независимой переменной. Таким образом, кратномасштабным анализом (КМА) в {\displaystyle L^{2}(\mathbb {R} )} называется совокупность замкнутых пространств {\displaystyle V_{j}(\mathbb {R} ),j\in \mathbb {Z} ,} если выполнены некоторые условия.
(1) Условие вложенности:
{\displaystyle V_{j}\subset V_{j+1}} для всех {\displaystyle j\in \mathbb {Z} }. Все пространство сигналов {\displaystyle L^{2}(\mathbb {R} )} в целом может быть представлено в виде последовательности вложенных друг в друга замкнутых подпространств соответствующих уровней {\displaystyle m} декомпозиции сигнала;
(2) Условие полноты и плотности разбиения:
{\displaystyle \bigcup \limits _{j\in \mathbb {Z} }V_{j}} плотно в {\displaystyle L^{2}(\mathbb {R} );}
(3) Условие ортогональности подпространств:
{\displaystyle \bigcap \limits _{j\in \mathbb {Z} }V_{j}={0};}
(4) Условие сохранения в подпространстве при сдвигах функций:
{\displaystyle f(t)\in V_{j}\Leftrightarrow f(t+1)\in V_{j};}
(5) Масштабное преобразование любой функции {\displaystyle f(t)\in V_{j}} по аргументу в 2 раза перемещает функцию в соседнее подпространство:
{\displaystyle f(t)\in V_{j}\Leftrightarrow f(2t)\in V_{j+1};}
{\displaystyle f(t)\in V_{j}\Leftrightarrow f(t/2)\in V_{j-1};}
(6) Существует {\displaystyle r(t)\in V_{0}}, целочисленные сдвиги которой по аргументу образуют ортонормированный базис пространства {\displaystyle V_{0}}:
{\displaystyle f_{0,k}(t)=f(t-k),k\in \mathbb {Z} .} Функция {\displaystyle r(t)} называется скейлинг-функцией (scaling function).

## Свойства
Обозначим сдвиги и растяжения функции {\displaystyle f:} {\displaystyle f_{k,n}(x)=2^{k/2}f(2^{k}x+n),k,n\in \mathbb {Z} .}
- Для любого {\displaystyle j\in \mathbb {Z} } функции {\displaystyle \varphi _{j,n},n\in \mathbb {Z} } образуют ортонормированный базис в {\displaystyle V_{j}.}

- Если {\displaystyle f\in V_{j},} то {\displaystyle f(\cdot \pm 2^{-j})\in V_{j},j\in \mathbb {Z} }.

- Функция {\displaystyle \varphi } из условия (5) называется масштабирующей для данного КМА.

## Построение ортогональных базисов всплесков
Пусть {\displaystyle \{V_{j}\}_{j\in \mathbb {Z} }} образуют КМА.
Обозначим через {\displaystyle W_{j}} ортогональное дополнение к {\displaystyle V_{j}} в пространстве {\displaystyle V_{j+1}.} Тогда пространство {\displaystyle V_{j+1}} раскладывается в прямую сумму {\displaystyle V_{j+1}=V_{j}\bigoplus W_{j}.}
Таким образом, проводя последовательное разложение пространств {\displaystyle V_{j}} и учитывая условие (3), получим
{\displaystyle V_{j+1}=\bigoplus \limits _{i=-\infty }^{j}W_{i}.}
А используя условие (2), имеем:
{\displaystyle L_{2}(\mathbb {R} )={\overline {\bigoplus \limits _{j=-\infty }^{\infty }W_{j}}}.}
Таким образом, пространство {\displaystyle L_{2}(\mathbb {R} )} разложено в прямую сумму попарно ортогональных подпространств {\displaystyle W_{j}.} Важным является то, что функция {\displaystyle \varphi } порождает другую функцию {\displaystyle \psi \in W_{0},} целочисленные сдвиги которой являются ортонормированным базисом в {\displaystyle W_{0}.} Построение такой {\displaystyle \psi } может быть осуществлено при помощи следующей теоремы.

Пусть {\displaystyle \{V_{j}\}_{j\in \mathbb {Z} }} — КМА с масштабирующей функцией  {\displaystyle \varphi ,} {\displaystyle m_{0}={\frac {1}{\sqrt {2}}}\sum \limits _{n\in \mathbb {N} }h_{n}e^{2\pi in\xi }} — её маска, система {\displaystyle \{\varphi _{0n}\}_{n\in \mathbb {Z} }} является ортонормированной,
{\displaystyle \psi :=\sum \limits _{n\in \mathbb {N} }(-1)^{1-n}h_{1-n}\varphi _{1n}.}
Тогда функции {\displaystyle \psi _{jn},j,n\in \mathbb {Z} } образуют ортонормированный базис пространства {\displaystyle L_{2}(\mathbb {R} ).}

## Многомерный КМА
В общем случае {\displaystyle n-}мерного пространства ортонормированный базис образует {\displaystyle 2^{n}-1} функций, при помощи которых осуществляется КМА любой функции их {\displaystyle L^{2}(\mathbb {R} ^{n})} пространства, при этом нормировочный множитель равен {\displaystyle 2^{nm/2}}.